# Acalculie
Ne doit pas être confondu avec Dyscalculie.
 Mise en garde médicale
L'acalculie est un trouble acquis caractérisé par la perte de la capacité soit à reconnaître ou former des chiffres et des symboles arithmétiques, soit à effectuer des calculs mathématiques élémentaires (tels que l'addition, la soustraction, la multiplication, etc.).
Il faut distinguer l'acalculie de la dyscalculie. En effet, l'acalculie est acquise consécutivement à une atteinte neurologique (traumatisme, tumeurs, etc.) tandis que la dyscalculie est un trouble spécifique du développement observé durant l'acquisition du savoir mathématique. 
Les troubles du calcul et du traitement des nombres ont d’abord été considérés comme secondaires à une perturbation du langage mais, dès 1919, Henschen a montré que les troubles du calcul devaient être distingués des troubles aphasiques et a proposé le terme d’acalculie.
L'acalculie est associée à des lésions du lobe pariétal (du gyrus angulaire, notamment) et du lobe frontal. L’hémisphère gauche serait le siège du traitement numérique. Ainsi, les lésions hémisphériques droites n’induisent généralement pas une acalculie. 
L'acalculie est parfois observée comme un déficit pur (sans être associée à d'autres troubles) mais est communément observée dans le syndrome de Gerstmann (Gerstmann, 1940; Mayer et al., 1999) à la suite d'une lésion du gyrus angulaire gauche. Ce syndrome inclut également une agraphie, une agnosie digitale, une indistinction droite-gauche. Ce trouble peut être également le signe d'une démence.

## Processus cognitifs sous-jacents
Les acalculies peuvent procéder de mécanismes multiples. On distingue plusieurs types d'acalculies. 

### Les acalculies aphasiques

#### À l'écrit
Elles sont en lien avec des troubles de la lecture (compréhension écrite), de l'écriture (production écrite) des nombres mais aussi de mots (alexie, agraphie mixte). Ce type d'acalculie accompagne souvent une aphasie mais peut être plus isolé et ne pas concerner les lettres et les mots. En effet, le siège de la reconnaissances des lettres et des chiffres est légèrement différent. 
- Compréhension écrite : Lecture

Il existe des incapacités sélectives de la lecture des nombres (quelle que soit leur notation, verbale ou arabe) ne touchant pas la lecture des mots (et inversement). Il existe ainsi des alexies numérales isolées ne touchant pas les lettres et les mots (et inversement, il existe des alexies verbales isolées ne touchant pas les chiffres). Plus spécifiquement, on peut trouver un trouble de la compréhension encore plus isolé, où seul un type de notation des nombres (arabe ou verbale) est touché.
- Production écrite : Écriture

Il existe aussi des agraphies des nombres ne touchant pas les capacités d'écriture des mots (et inversement). Ainsi, il existe des agraphies numérales isolées (ainsi que des agraphies verbales isolées).

#### À l'oral
- Compréhension orale

La compréhension orale des nombres peut être déficitaire alors que les nombres écrits en notation arabe sont compris.
- Production orale

Il est possible que les capacités de calcul soient préservées alors que les performances à l'oral et à l'écrit ne le soient pas. Il y aurait un problème de transcodage des nombres du code verbal au code arabe et inversement. 

### Les acalculies spatiales
Le principe du calcul (calcul mental) est préservé mais le trouble du calcul se manifeste en cas d'opérations posées. Cela peut être dû à une héminégligence. Il est possible qu'il existe aussi des désordres spatiaux spécifiques au calcul.

### Les acalculies primaires ou anarithméties
Ce trouble concerne le calcul mental et les opérations posées qui ont perdu de leur sens. 

### Les acalculies secondaires à d'autres troubles cognitifs
Ces acalculies peuvent être dues à d'autres troubles cognitifs tels que des troubles de mémoire, d'attention, de langage, etc.

## Le cortex pariétal impliqué dans différentes activités de calcul
Les études de patients avec des lésions du lobe pariétal ont démontré que les lésions du girus angulaire conduisent à une difficulté majeure dans la mémorisation de faits mathématiques tels que les tables de multiplication, avec des habiletés de soustraction relativement préservées.
Inversement, les patients avec des lésions dans la région du sillon intrapariétal auraient des déficits majeurs dans les capacités de soustraction mais avec des capacités de multiplication préservées (Dehaene and Cohen, 1997).
Cette double dissociation soutiendrait l'idée que des régions différentes du cortex pariétal sont impliquées dans différents aspects des traitements numériques. 

## Diagnostic
En 1994, Deloche et ses collaborateurs ont développé la batterie de test EC301 qui sert à évaluer les difficultés de la personne selon les multiples aspects du traitements des nombres et du calcul. Cette batterie de test comprend des sous-tests de comptage, d’estimation des quantités, de transcodage, de connaissance des signes arithmétiques, et de calcul mental. L’EC301 prend en compte différents facteurs comme le sexe, l’âge, le niveau socio-culturel et autres. 